# Маффео, Пабло
Па́бло Карми́не Маффе́о Бесе́рра (исп. Pablo Carmine Maffeo Becerra, испанское произношение: [ˈpaβlo maˈfeo]; род. 12 июля 1997 года в Сан-Жоан-Деспи, Испания) — испанский футболист, защитник испанского клуба «Мальорка».

## Ранние годы
Пабло Маффео родился в каталонском Сан-Жоан-Деспи, в 2003 году присоединился к молодёжной команде «Эспаньола». 7 апреля 2013 года он дебютировал за «Эспаньол B» в возрасте 15 лет, выйдя в конце матча на замену в матче Сегунды В против «Констанции» (1:0).

## Клубная карьера
Пабло Маффео присоединился к «Манчестер Сити» 3 июля 2013 года вместе со своим соотечественником Ману Гарсией. 29 августа 2015 года тренер команды Мануэль Пеллегрини включил Маффео в заявку на матч против «Уотфорда» (2:0), но испанский футболист так и не вышел на поле. Впоследствии он появился на скамейке ещё несколько раз, кроме того играя за молодёжную команду в Юношеской лиге УЕФА. 24 августа 2016 года Маффео дебютировал за «горожан» в матче квалификации Лиги чемпионов против «Стяуа» (1:0). 26 октября Пабло провёл второй матч за клуб в матче Кубка Футбольной лиги против «Манчестер Юнайтед» (0:1).
13 января 2016 года Маффео присоединился к клубу Сегунды «Жироны» на правах аренды на полгода после подписания нового трёхлетнего контракта с «Манчестер Сити». Он дебютировал во взрослом футболе 7 февраля, заменив Борху Гарсию в матче против «Химнастика» (1:1). 27 декабря 2016 года было объявлено, что Маффео вернётся в «Жирону» на правах аренды во второй раз. 15 апреля 2017 года он был удалён в матче против «Тенерифе» (3:3). 28 мая на первой минуте матча против «Химнастика» (1:3) забил свой первый гол в профессиональном футболе. 31 июля 2017 года Маффео в третий раз отправился в аренду в «Жирону», которая пробилась в Ла Лигу.
14 мая 2018 года Маффео на постоянной основе перешёл в «Штутгарт». По информации СМИ, сумма трансфера составила 9 миллионов евро. Однако уже летом 2018 года на правах годичной аренды он вновь вернулся в «Жирону», которая вылетела из Примеры и готовилась к выступлениям в Сегунде.

## Клубная статистика
| Клуб            | Сезон   | Лига                    | Лига | Лига | Кубок | Кубок | Кубок лиги | Кубок лиги | Еврокубки | Еврокубки | Итого | Итого |
| Клуб            | Сезон   | Дивизион                | Игры | Голы | Игры  | Голы  | Игры       | Голы       | Игры      | Голы      | Игры  | Голы  |
| --------------- | ------- | ----------------------- | ---- | ---- | ----- | ----- | ---------- | ---------- | --------- | --------- | ----- | ----- |
| Эспаньол B      | 2012/13 | Сегунда Б               | 1    | 0    | 0     | 0     | 0          | 0          | —         | —         | 1     | 0     |
| Манчестер Сити  | 2015/16 | Английская Премьер-лига | 0    | 0    | 0     | 0     | 0          | 0          | 0         | 0         | 0     | 0     |
| Манчестер Сити  | 2016/17 | Английская Премьер-лига | 0    | 0    | 0     | 0     | 1          | 0          | 2         | 0         | 3     | 0     |
| Жирона (аренда) | 2015/16 | Сегунда                 | 10   | 0    | 0     | 0     | —          | —          | —         | —         | 10    | 0     |
| Жирона (аренда) | 2016/17 | Сегунда                 | 14   | 1    | 0     | 0     | —          | —          | —         | —         | 14    | 1     |
| Итого           | Итого   | Итого                   | 25   | 1    | 0     | 0     | 1          | 0          | 2         | 0         | 28    | 1     |